# Илса Мадън-Милс
Илса Мадън-Милс (на английски: Ilsa Madden-Mills) е американска писателка на произведения в жанра любовен роман и еротична литература.

## Биография и творчество
Илса Мадън-Милс е родена през 1968 г. в САЩ. От гимназиална възраст пише разкази. След дипломирането си работи като учителка по английски език и библиотекарка.
Първият ѝ роман „Много лоши неща“ от поредицата „Академия „Брайъркрест“ е издаден през 2013 г. Той дава старт на писателската ѝ кариера като авторка на истории за силни героини и секси алфа мъже. Нейните романи често са в списъците на бестселърите на „Ню Йорк Таймс“, „Ю Ес Ей Тъдей“ и „Уолстрийт Джърнъл“.

## Произведения

### Самостоятелни романи
- Fake Fiancee (2017)[1][2][3][5]
- The Last Guy (2017) – с Тиа Луиз
- The Right Stud (2018) – с Тиа Луиз
- Dear Ava (2020)[4]
Скъпа Ейва, изд.: „Сиела“, София (2021), прев. Цветана Генчева
- My Darling Bride (2023)

### Поредица „Академия „Брайъркрест“ (Briarcrest Academy)
1. Very Bad Things (2013)[1][3]
2. Very Wicked Things (2014)
3. Very Twisted Things (2015)

### Поредица „Британски лоши момчета“ (British Bad Boys)
1. Dirty English (2015)[1][2]
2. Filthy English (2016)
3. Spider (2017)

### Поредица „Университет Уейлон“ (Waylon University)
1. I Dare You (2018)[1][2]
2. I Bet You (2018)
3. I Hate You (2019)
4. I Promise You (2020)

Поредица „Университет Хоторн“ (Hawthorne University)
1. Boyfriend Bargain (2019)[1]
2. Boyfriend Material (2022)

### Поредица „Промяна на играта“ (Game Changers)
1. Not My Romeo (2020)[1][2]
Той не е моят Ромео, изд.: „Сиела“, София (2023), прев. Цветана Генчева
2. Not My Match (2021)

### Поредица „Влюбени непознати“ (Strangers in Love)
1. Beauty and the Baller (2022)[1][2]
2. Princess and the Player (2022)

### Участие в общи серии с други писатели
- The Revenge Pact (2020) в поредицата „Кралете на футбола“ (Kings of Football)[1]

### Новели и разкази
- Christmas Cupid (2023)[1]